# Akvamarín
Akvamarín je šesterečný minerál, hlinitokřemičitan berylnatý (chemický vzorec Be3Al2Si6O18). Název minerálu je odvozený z latinského aqua marina (mořská voda). Má světle modrou až zelenomodrou barvu.

## Původ
Chemicky se jedná o odrůdu berylu. 

## Vlastnosti
- Fyzikální vlastnosti: Tvrdost 7,5 – 8, křehký, hustota 2,6 – 2,8 g/cm³, štěpnost nedokonalá podle {0001}, lom nerovný, lasturnatý.
- Optické vlastnosti: Barva: modrá,modrozelená,vzácně žlutá. Lesk skelný, matný, průhlednost: průhledný až průsvitný, vryp bílý.
- Chemické vlastnosti: Složení: Be 5,03 %, Al 10,04 %, Si 31,35 %, O 53,58 %, příměsi Fe, Ti. Rozpustný v HF, před dmuchavkou se netaví.

## Využití
V klenotnictví jako drahý kámen (fasetové brusy, kabošony).

## Náleziště
- Brazílie – ve státech Minas Gerais (u města Marambaia byl v roce 1910 nalezen největší akvamarín na světě - vážil 110 kg), Espírito Santo a Bahia
- USA - Mt. Antero v Sawatch Range (Colorado)
- Rusko
- Srí Lanka
- Zambie
- Madagaskar
- Malawi
- Tanzanie
- Keňa